# Strobilurus
Strobilurus és un gènere de fongs dins la família Physalacriaceae. Està distribuït en les regions de clima temperat i conte 10 espècies. Les espècies de Strobilurus creixen en les pinyes dels pins i pícees. Contenen un fungicida natural, l'estrobilurina.

## Taxonomia
- S. albipilatus
- S. conigenoides
- S. diminutivus
- S. esculentus
- S. kemptoniae
- S. occidentalis
- S. ohshimae
- S. stephanocystis
- S. tenacellus
- S. tephanocystis
- S. trullisatus
- S. wyomingensis